# Hyperlopha epops
Hyperlopha epops là một loài bướm đêm trong họ Noctuidae.